# Bisdom Quixadá
Het bisdom Quixadá (Latijn: Dioecesis Quixadensis) is een rooms-katholiek bisdom met als zetel Quixadá, in Brazilië. Het bisdom is suffragaan aan het aartsbisdom Fortaleza.

## Geschiedenis
Het bisdom werd opgericht op 13 maart 1971, uit delen van het aartsbisdom Fortaleza.

## Parochies
Het bisdom had in 2020 een oppervlakte van 13.874 km2 en telde 347.809 inwoners waarvan 89,1% rooms-katholiek was.

## Bisschoppen
- Joaquim Rufino do Rêgo (21 april 1971 - 25 maart 1986)
- Adélio Giuseppe Tomasin (16 maart 1988 - 3 januari 2007)
- Ângelo Pignoli (3 januari 2007 - 15 december 2021)
- Aurélio Pinto de Sousa (10 mei 2023 - heden)

Fortaleza (aartsbisdom) · Crateús · Crato · Iguatu · Itapipoca · Limoeiro do Norte · Quixadá · Sobral · Tianguá